# Ordynariat Polowy Nowej Zelandii
Ordynariat Polowy Nowej Zelandii – ordynariat polowy  w Nowej Zelandii. Powstał w 1976 jako wikariat wojskowy Nowej Zelandii. Promowany do rangi ordynariatu w 1986.

## Biskupi wojskowi

### Wikariusze
- Owen Noel Snedden (1976 – 1981)
- Edward Russell Gaines (1981 – 1986)

### Ordynariusze
- Edward Russell Gaines (1986 –  1994)
- kard. Thomas Stafford Williams (1995 – 2005)
- kard. John Atcherley Dew (2005 – 2023)
- Paul Martin (od 2023)